# Olympische Sommerspiele 2016/Leichtathletik – 10.000 m (Frauen)

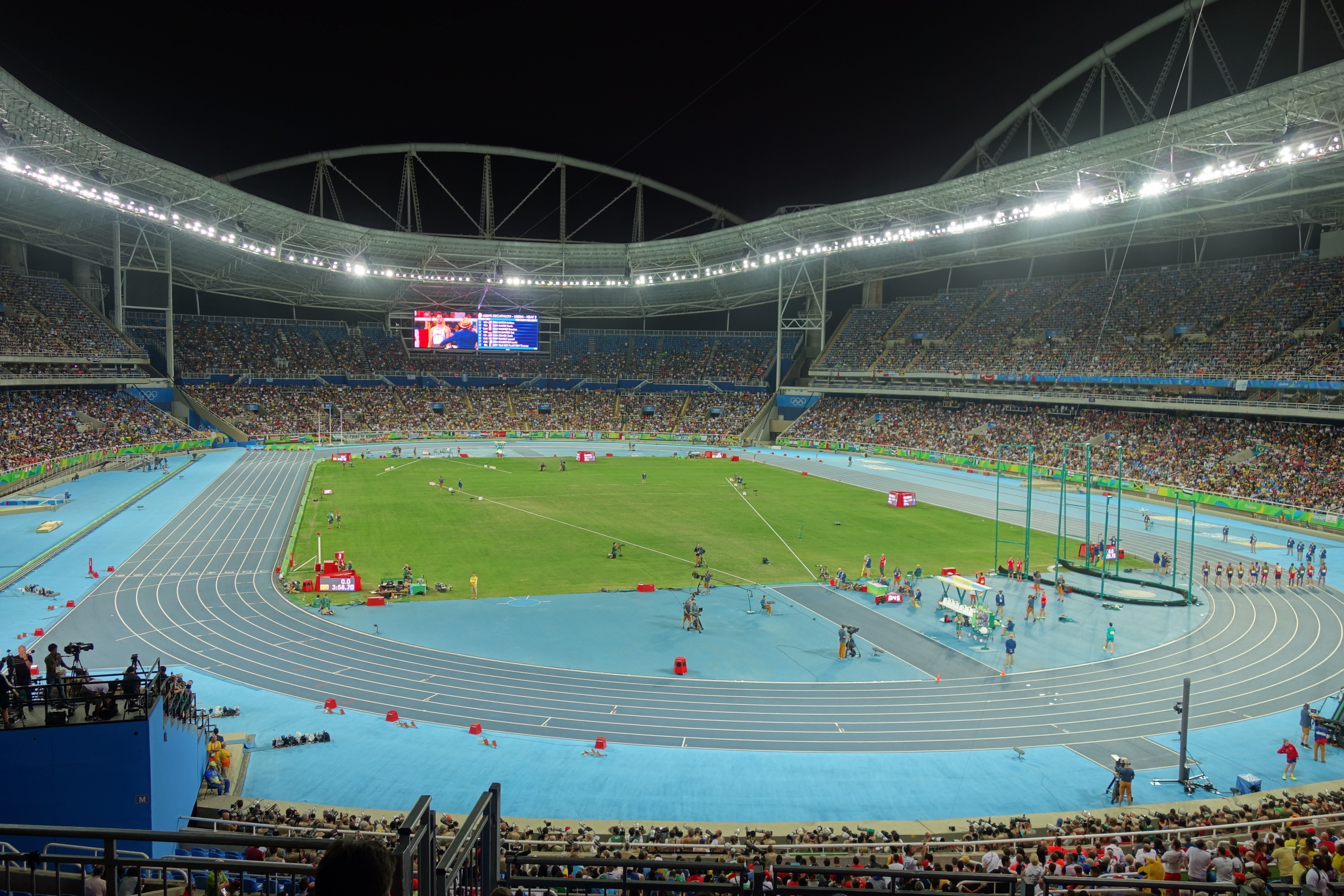
Innenraum des Estádio Olímpico João Havelange während der Spiele von Rio

Der 10.000-Meter-Lauf der Frauen bei den Olympischen Spielen 2016 in Rio de Janeiro wurde am 12. August 2016 im Estádio Nilton Santos ausgetragen. 37 Athletinnen nahmen teil.
Olympiasiegerin wurde die Äthiopierin Almaz Ayana, die mit neuer Weltrekordzeit vor der Kenianerin Vivian Cheruiyot gewann. Bronze ging an die Äthiopierin Tirunesh Dibaba.
Athletinnen aus dem deutschsprachigen Raum nahmen nicht teil.

## Aktuelle Titelträgerinnen
| Olympiasiegerin                         | Tirunesh Dibaba ( Äthiopien)               | 30:20,75 min                               | London 2012    |
| Weltmeisterin                           | Vivian Cheruiyot ( Kenia)                  | 31:41,31 min                               | Peking 2015    |
| Europameisterin                         | Yasemin Can ( Türkei)                      | 31:12,86 min                               | Amsterdam 2016 |
| Nord-/Zentralamerika-/Karibik-Meisterin | Wettbewerb nicht im Meisterschaftsprogramm | Wettbewerb nicht im Meisterschaftsprogramm | San José 2015  |
| Südamerika-Meisterin                    | Inés Melchor ( Peru)                       | 32:28,87 min                               | Lima 2015      |
| Asienmeisterin                          | Alia Saeed Mohammed ( VAR)                 | 31:52,29 min                               | Wuhan 2015     |
| Afrikameisterin                         | Alice Nawowuna ( Kenia)                    | 30:26,94 min                               | Durban 2016    |
| Ozeanienmeisterin                       | Mary Kua ( Papua-Neuguinea)                | 40:39,52 min                               | Cairns 2015    |

## Rekorde

### Bestehende Rekorde
| Weltrekord         | Wang Junxia ( Volksrepublik China) | 29:31,78 min | Peking, Volksrepublik China    | 8. September 1993 |
| Olympischer Rekord | Tirunesh Dibaba ( Äthiopien)       | 29:54,66 min | OS Peking, Volksrepublik China | 15. August 2008   |

### Rekordverbesserungen
In dem bemerkenswert schnellen Rennen am 12. August wurde ein neuer Weltrekord und damit gleichzeitig neuer Olympiarekord aufgestellt. Außerdem gab es einen Kontinentalrekord und sechs neue Landesrekorde.
- Weltrekord:
  - 29:17,45 min – Almaz Ayana, Äthiopien
- Kontinentalrekord (Amerikarekord):
  - 30:13,17 min – Molly Huddle, USA
- Landesrekorde:
  - 29:32,53 min – Vivian Cheruiyot, Kenia
  - 31:28,43 min – Sarah Lahti, Schweden
  - 31:28,69 min – Diane Nukuri, Burundi
  - 31:36,16 min – Alexi Pappas, Griechenland
  - 31:36,90 min – Darja Maslowa, Kirgisistan
  - 31:57,77 min – Sitora Hamidova, Usbekistan

Anmerkung:
Alle Zeitangaben sind auf die Ortszeit Rio (UTC-3) bezogen.

## Rennen

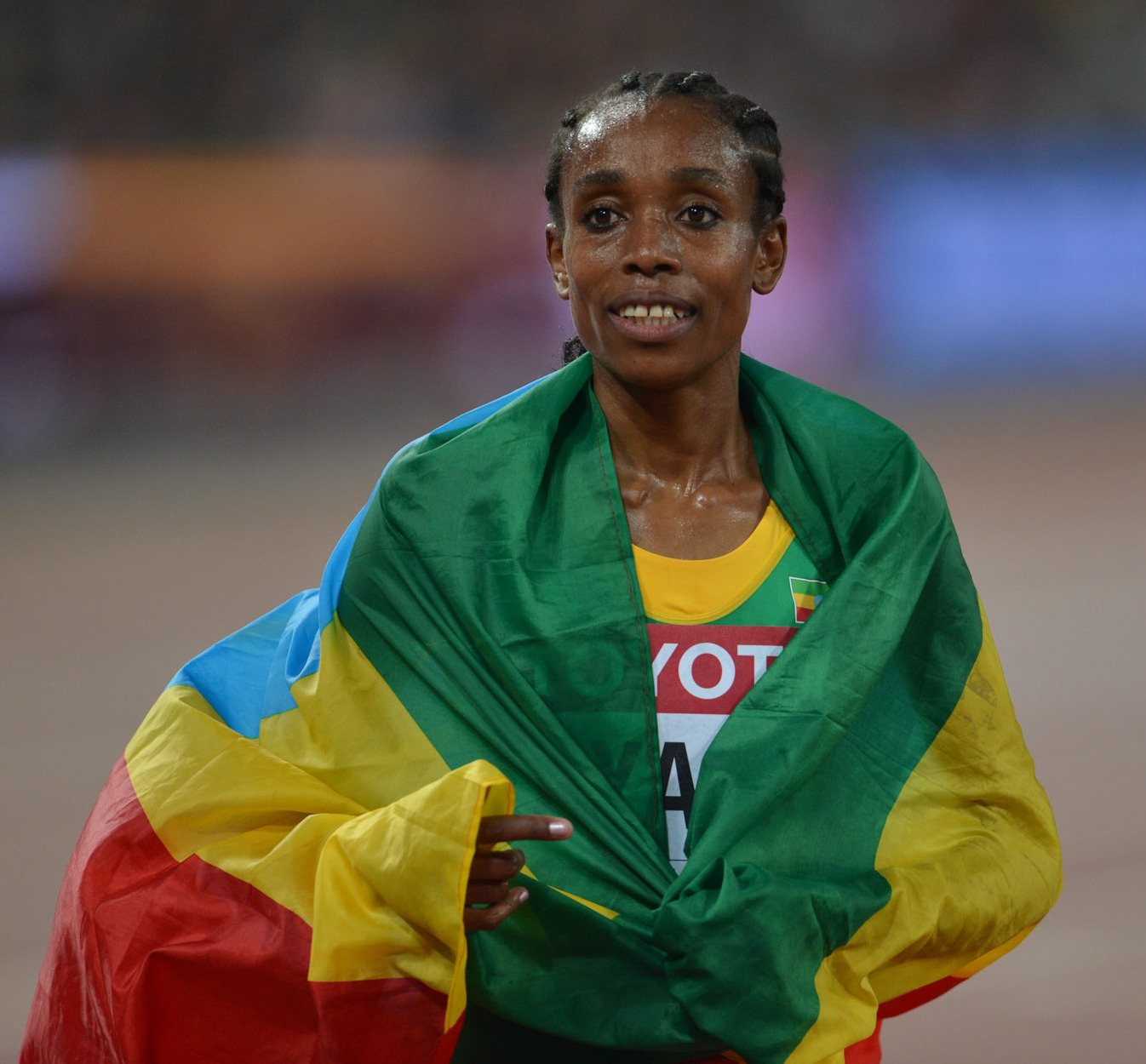
Almaz Ayana – Olympiasiegerin in neuer Weltrekordzeit

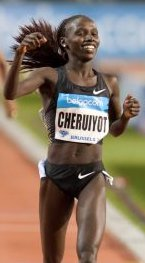
VivianCheruiyot – Silber mit neuem kenianischen Rekord

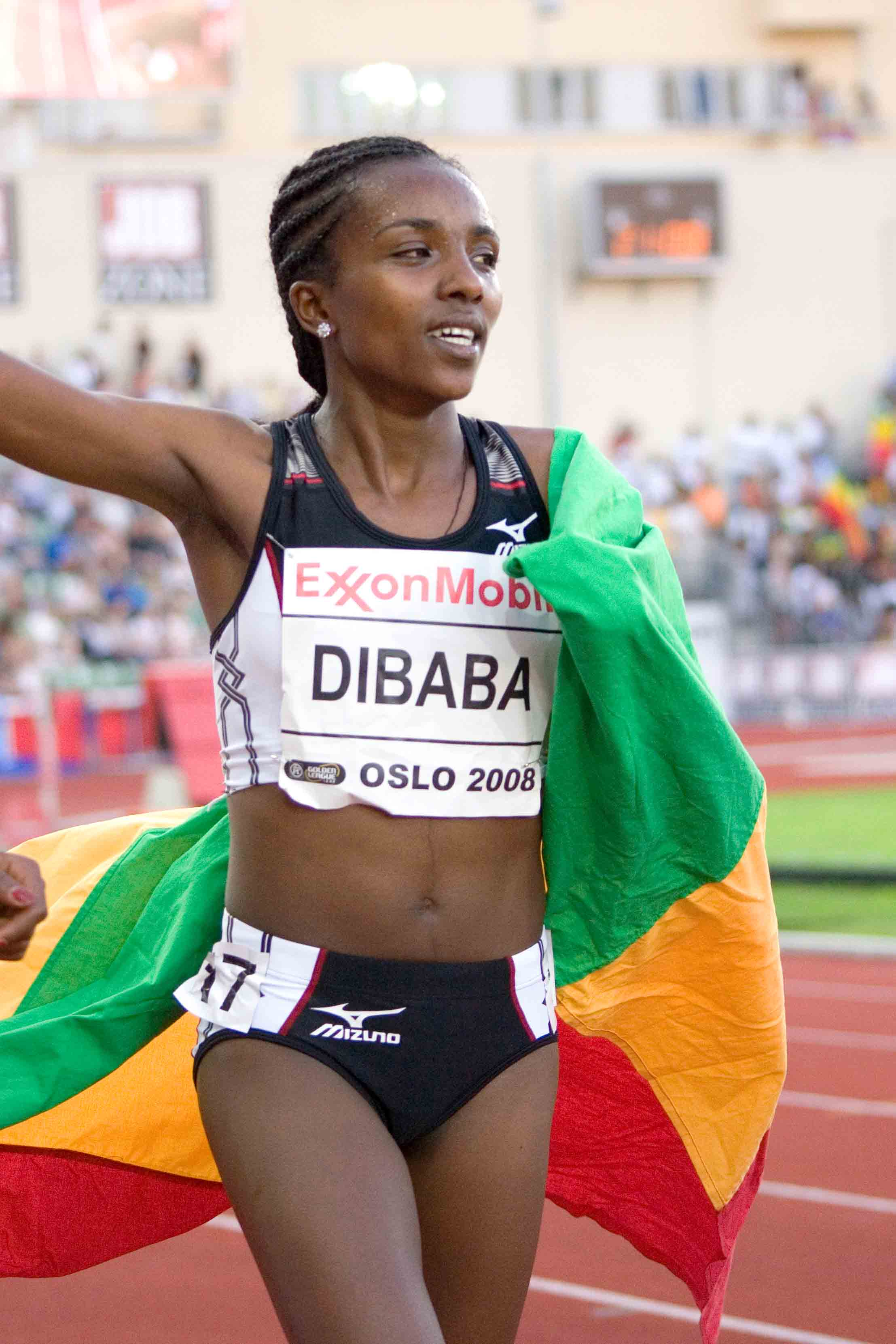
Bronzemedaillengewinnerin Tirunesh Dibaba

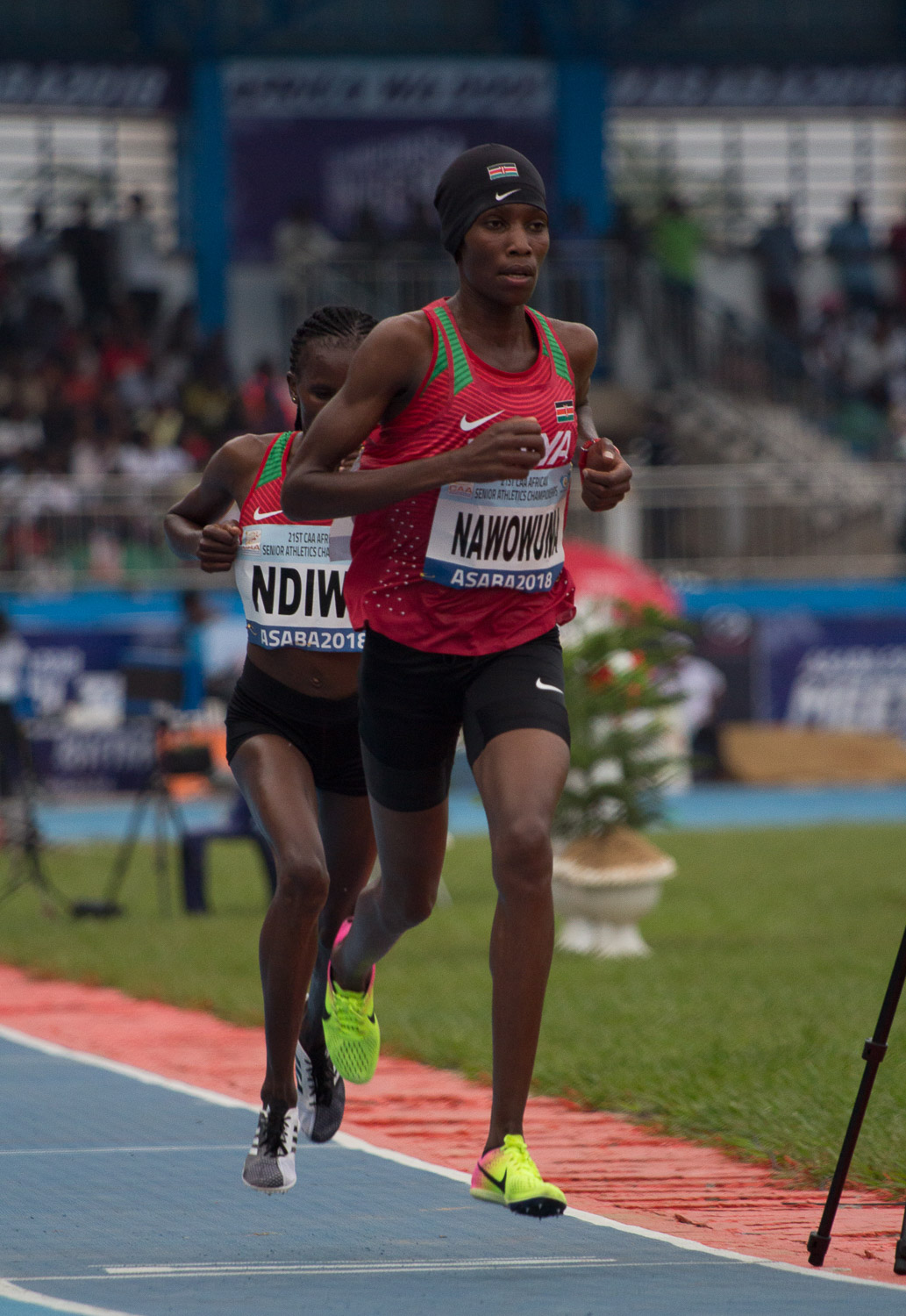
Alice Nawowuna (hier als Führende bei den Afrikameisterschaften 2018) hatte lange das Tempo bestimmt und belegte am Ende Rang vier

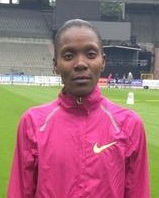
Die Olympiafünfte Betsy Saina

12. August 2016, 11.10 Uhr
| Zwischenzeiten      | Zwischenzeiten | Zwischenzeiten | Zwischenzeiten |
| Zwischenzeit- marke | Zwischenzeit   | Führende       | 1000-m-Zeit    |
| ------------------- | -------------- | -------------- | -------------- |
| 1000 m00            | 3:01,53 min    | Alice Nawowuna | 3:01,53 min    |
| 2000 m00            | 5:55,79 min    | Alice Nawowuna | 2:54,26 min    |
| 3000 m00            | 8:52,70 min    | Alice Nawowuna | 2:56,91 min    |
| 4000 m00            | 11:49,79 min0  | Alice Nawowuna | 2:57,09 min    |
| 5000 m00            | 14:46,81 min0  | Alice Nawowuna | 2:57,72 min    |
| 6000 m00            | 17:36,74 min0  | Almaz Ayana    | 2:49,93 min    |
| 7000 m00            | 20:29,98 min0  | Almaz Ayana    | 2:53,24 min    |
| 8000 m00            | 23:25,37 min0  | Almaz Ayana    | 2:55,39 min    |
| 9000 m00            | 26:22,88 min0  | Almaz Ayana    | 2:57,51 min    |
| 10.000 m00          | 29:17,45 min0  | Almaz Ayana    | 2:54,57 min    |

### Resultat
| Platz | Name                      | Nation                       | Zeit (min) | Anmerkung |
| ----- | ------------------------- | ---------------------------- | ---------- | --------- |
| 1     | Almaz Ayana               | Äthiopien                    | 29:17,45   | WR        |
| 2     | Vivian Cheruiyot          | Kenia                        | 29:32,53   | NR        |
| 3     | Tirunesh Dibaba           | Äthiopien                    | 29:42,56   |           |
| 4     | Alice Nawowuna            | Kenia                        | 29:53,51   |           |
| 5     | Betsy Saina               | Kenia                        | 30:07,78   |           |
| 6     | Molly Huddle              | USA                          | 30:13,17   | AM        |
| 7     | Yasemin Can               | Türkei                       | 30:26,41   |           |
| 8     | Gelete Burka              | Äthiopien                    | 30:26,66   |           |
| 9     | Karoline Bjerkeli Grøvdal | Norwegen                     | 31:14,07   |           |
| 10    | Eloise Wellings           | Australien                   | 31:14,94   |           |
| 11    | Emily Infeld              | USA                          | 31:26,94   |           |
| 12    | Sarah Lahti               | Schweden                     | 31:28,43   | NR        |
| 13    | Diane Nukuri              | Burundi                      | 31:28,69   | NR        |
| 14    | Susan Kuijken             | Niederlande                  | 31:32,43   |           |
| 15    | Joanne Pavey              | Großbritannien               | 31:33,44   |           |
| 16    | Jess Andrews              | Großbritannien               | 31:35,92   |           |
| 17    | Alexi Pappas              | Griechenland                 | 31:36,16   | NR        |
| 18    | Yuka Takashima            | Japan                        | 31:36,44   |           |
| 19    | Darja Maslowa             | Kirgisistan                  | 31:36,90   | NR        |
| 20    | Hanami Sekine             | Japan                        | 31:44,44   |           |
| 21    | Dominique Scott           | Südafrika                    | 31:51,47   |           |
| 22    | Natasha Wodak             | Kanada                       | 31:53,14   |           |
| 23    | Alia Saeed Mohammed       | Vereinigte Arabische Emirate | 31:56,74   |           |
| 24    | Sitora Hamidova           | Usbekistan                   | 31:57,77   | NR        |
| 25    | Lanni Marchant            | Kanada                       | 32:04,21   |           |
| 26    | Carla Salomé Rocha        | Portugal                     | 32:06,05   |           |
| 27    | Salome Nyirarukundo       | Ruanda                       | 32:07,80   |           |
| 28    | Jip Vastenburg            | Niederlande                  | 32:08,92   |           |
| 29    | Trihas Gebre              | Spanien                      | 32:09,67   |           |
| 30    | Veronica Inglese          | Italien                      | 32:11,67   |           |
| 31    | Tatiele de Carvalho       | Brasilien                    | 32:38,21   |           |
| 32    | Brenda Flores             | Mexiko                       | 32:39,08   |           |
| 33    | Marielle Hall             | USA                          | 32:39,32   |           |
| 34    | Beth Potter               | Großbritannien               | 33:04,34   |           |
| 35    | Marisol Romero            | Mexiko                       | 35:33,03   |           |
| DNF   | Juliet Chekwel            | Uganda                       |            |           |
| DNF   | Yekaterina Tunguskova     | Usbekistan                   |            |           |

### Ausgangslage und Wettbewerbsverlauf
Der Wettkampf wurde ohne Qualifikation direkt in einem Finallauf durchgeführt. Die Favoritinnen kamen in erster Linie aus den afrikanischen Ländern, aber auch US-Läuferinnen gehörten dazu. Die Olympiasiegerin von 2008 und 2012 sowie Weltmeisterin von 2013 Tirunesh Dibaba aus Äthiopien traf dabei auf die amtierende Weltmeisterin Vivian Cheruiyot aus Kenia. Außerdem zählten die äthiopische Vizeweltmeisterin Gelete Burka sowie die beiden US-Amerikanerinnen Emily Infeld und Molly Huddle, die bei den letzten Weltmeisterschaften die Ränge drei und vier belegt hatten, zu den Anwärterinnen auf vordere Platzierungen. Hinzu kam die türkische Europameisterin Yasemin Can.
Die Kenianerin Alice Nawowuna übernahm auf der kompletten ersten Streckenhälfte die Rolle der Führenden. Der erste Kilometer blieb der einzige, der langsamer als drei Minuten gelaufen wurde. Anschließend entwickelte sich das Rennen zu einem wahren Höllenritt, sogar der bestehende Weltrekord geriet in Gefahr. Nach der 5000-Meter-Marke, die fast zwanzig Sekunden schneller erreicht wurde als sieben Tage später im 5000-Meter-Finale, griff die Äthiopierin Almaz Ayana an und forcierte das Tempo noch einmal, der jetzt folgende Kilometerabschnitt wurde sogar unter 2:50 min durchlaufen. Zunächst konnte Cheruiyot noch folgen, während Nawowuna abreißen lassen musste. Das Tempo pendelte sich nach sechs Kilometern wieder auf Zeiten von etwas mehr als 2:50 min für die einzelnen 1000-Meter-Abschnitte ein, es blieb also weiterhin weltrekordreif. Da konnte bald auch die Weltmeisterin nicht mehr mithalten. Bis zur vorletzten Runde hatte die führende Äthiopierin rund einhundert Meter Vorsprung vor ihr herausgelaufen. Almaz Ayana unterbot den 23 Jahre alten Weltrekord der Chinesin Wang Junxia um 14,33 Sekunden und wurde überlegene Olympiasiegerin. Vivian Cheruiyot kam mit einem Rückstand von mehr als fünfzehn Sekunden als Zweite ins Ziel. Sie stellte dabei einen neuen Landesrekord für Kenia auf. Weitere zehn Sekunden hinter ihr gewann Tirunesh Dibaba die Bronzemedaille. Alice Nawowuna, die lange geführt hatte, kam knapp elf Sekunden hinter Dibaba auf den vierten Platz. Die ersten Vier dieses Rennens unterboten die 30-Minuten-Marke. Die Kenianerin Betsy Saina wurde Fünfte vor Molly Huddle, die eine knappe Minute hinter der Siegerin noch einen neuen amerikanischen Kontinentalrekord aufstellte. Yasemin Can, die allerdings auch aus Afrika stammte, belegte als beste Vertreterin eines europäischen Landes Rang sieben vor Gelete Burka.
Im achten olympischen Finale dieser Disziplin der Frauenleichtathletik gewann Almaz Ayana die fünfte Goldmedaille für Äthiopien. Ihre Landsfrau Tirunesh Dibaba rückte nach dem Gewinn ihrer dritten Medaille zusammen mit Derartu Tulu. ebenfalls aus Äthiopien, die wie Dibaba zweimal Gold (1992/2000) und einmal Bronze (2004) gewann, zur erfolgreichsten 10.000-Meter-Läuferin bei Olympischen Spielen auf.

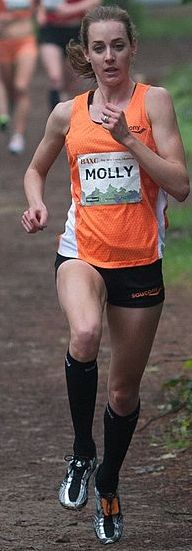
Die Olympiasechste Molly Huddle
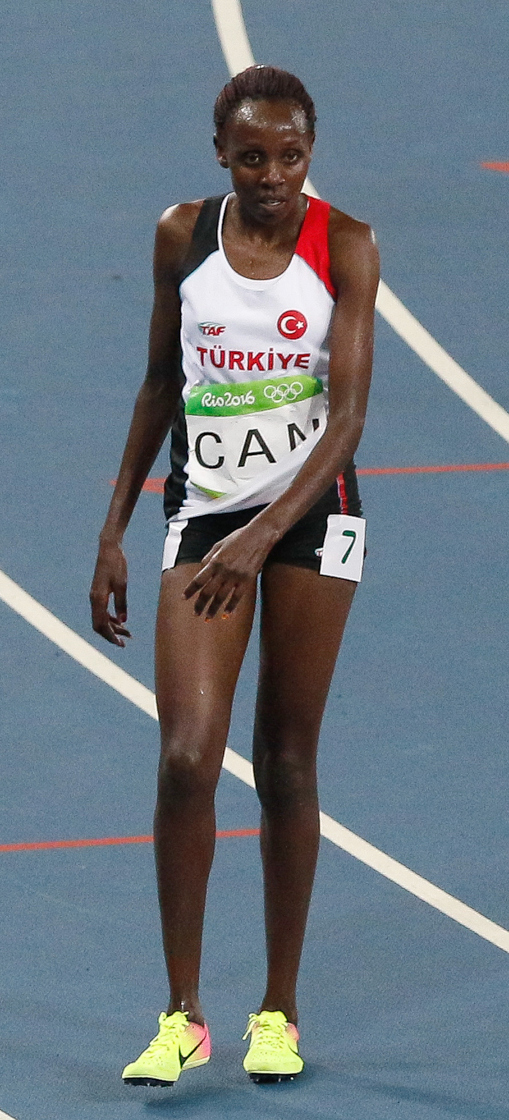
Yasemin Can – Rang sieben
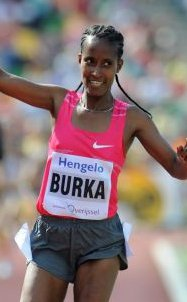
Gelete Burka kam auf den achten Platz
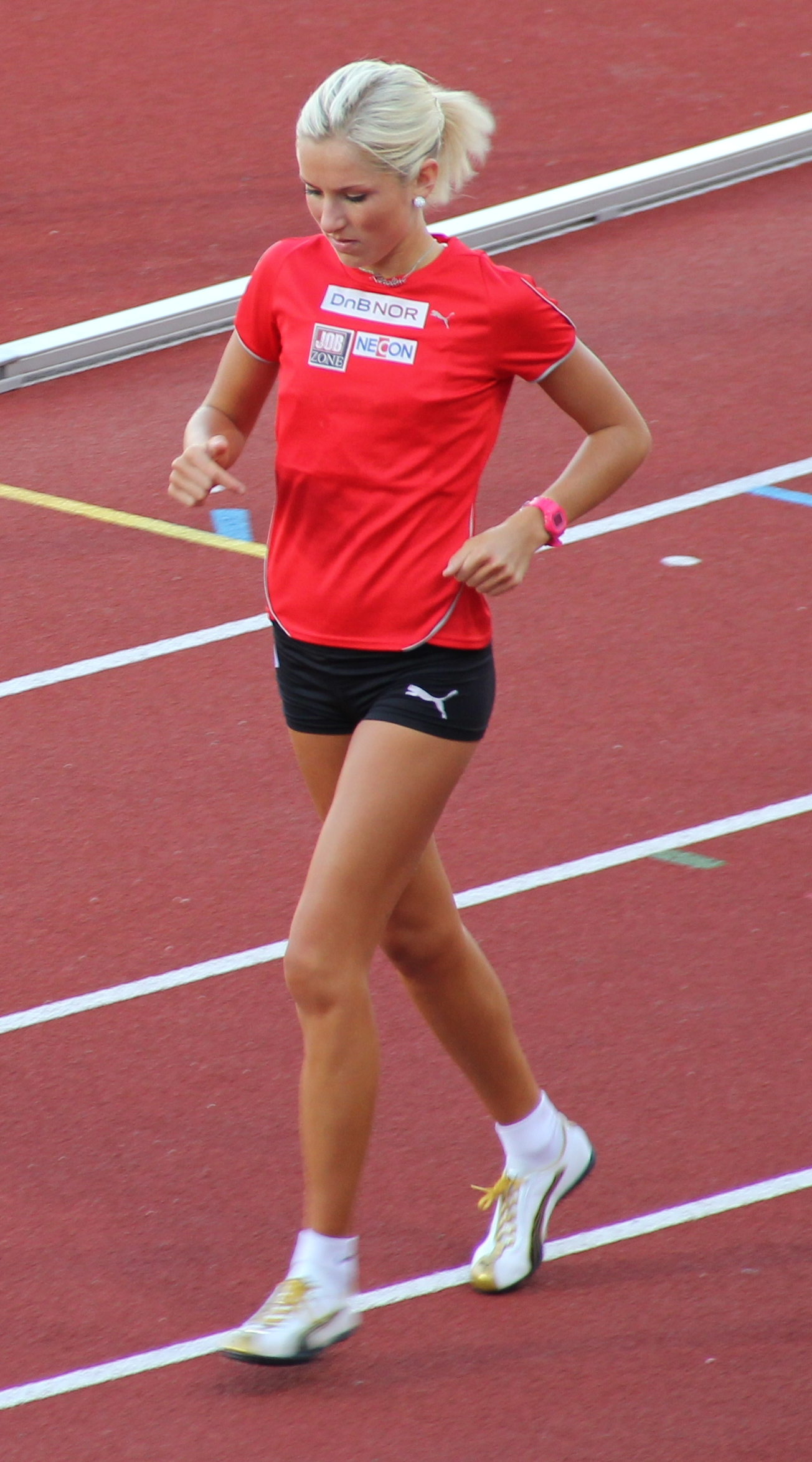
Karoline Bjerkeli Grøvdal belegte Rang neun
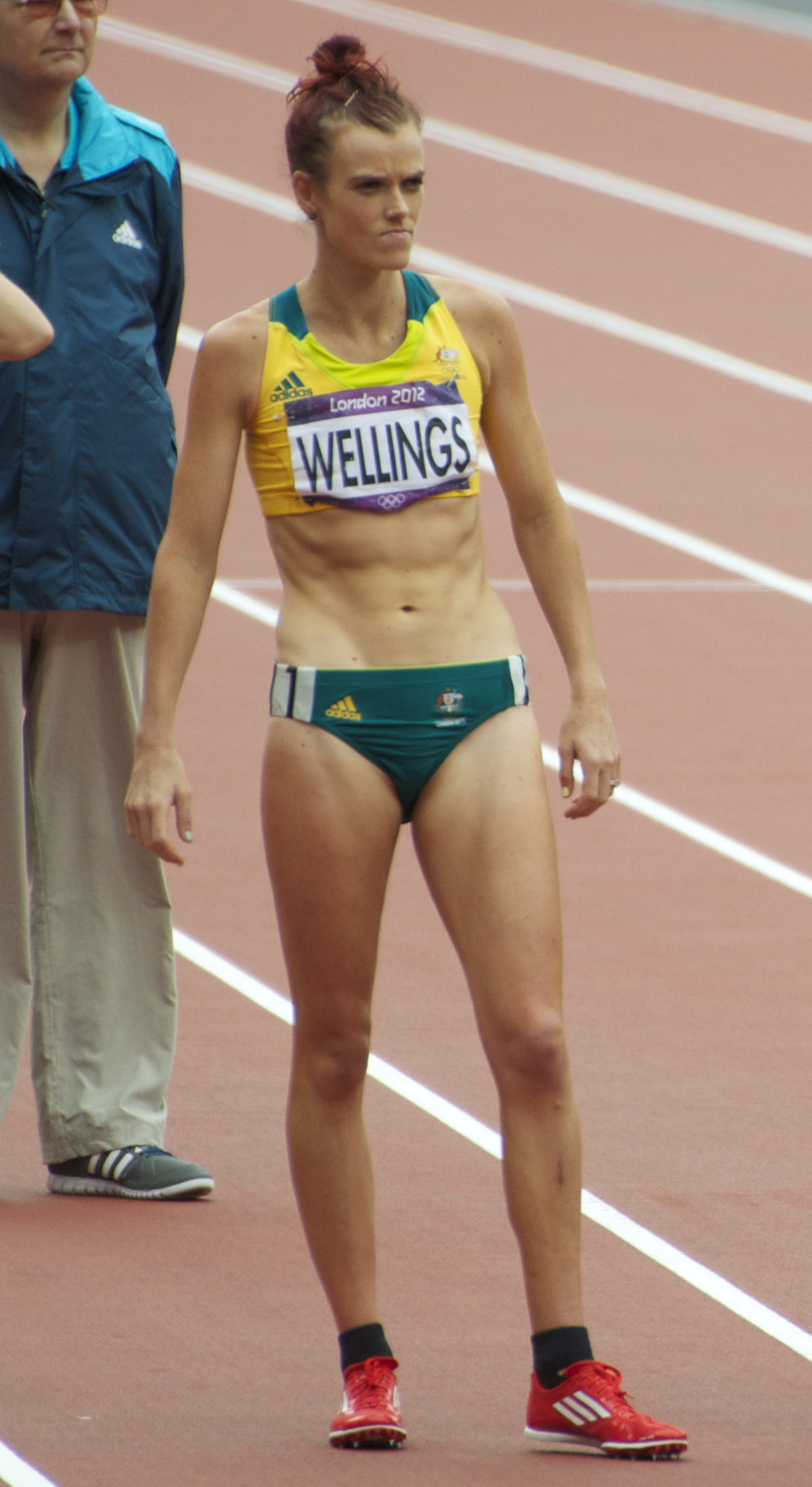
Eloise Wellings wurde Zehnte
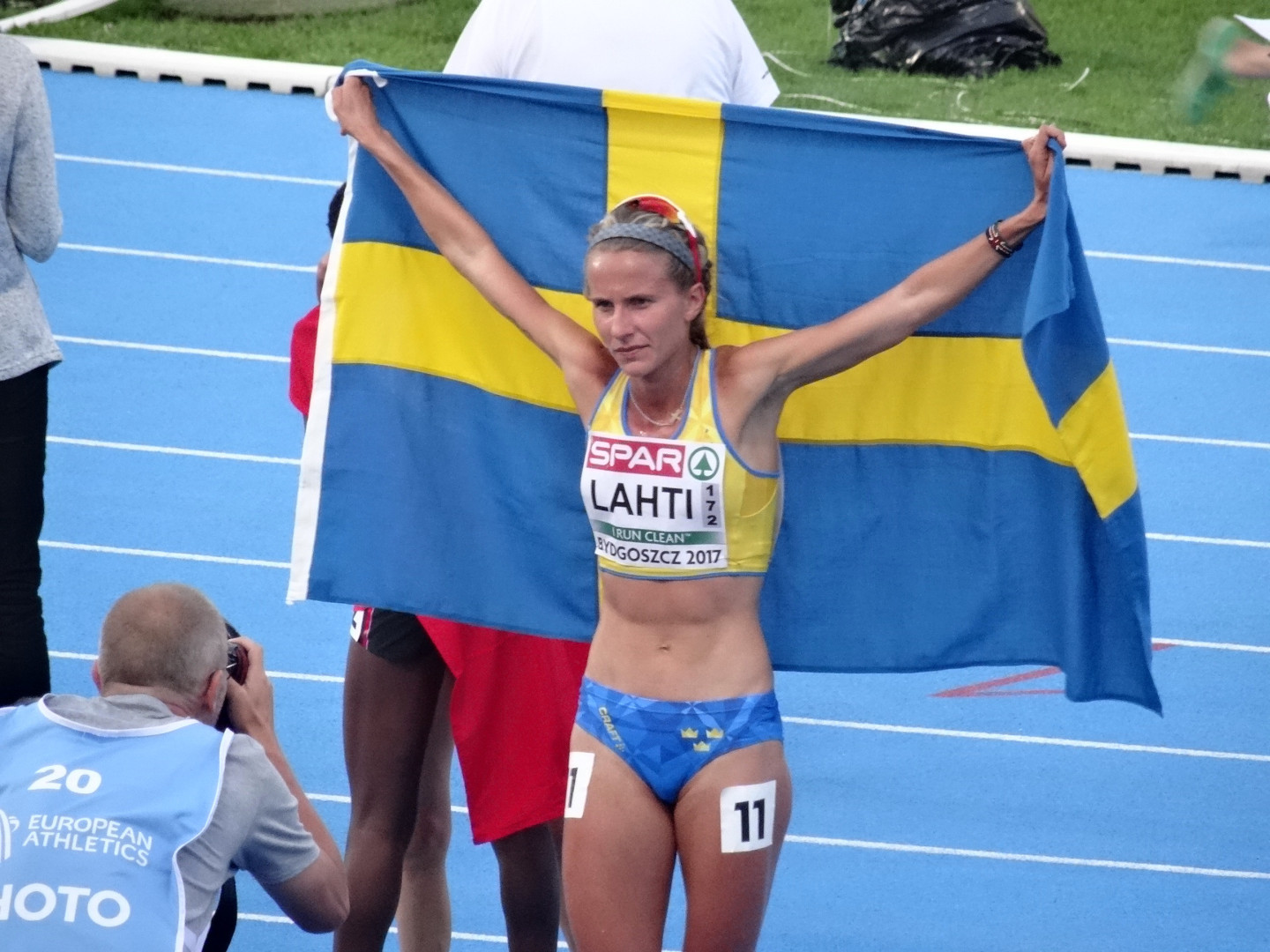
Mit schwedischem Landesrekord erreichte Sarah Lahti den zwölften Platz
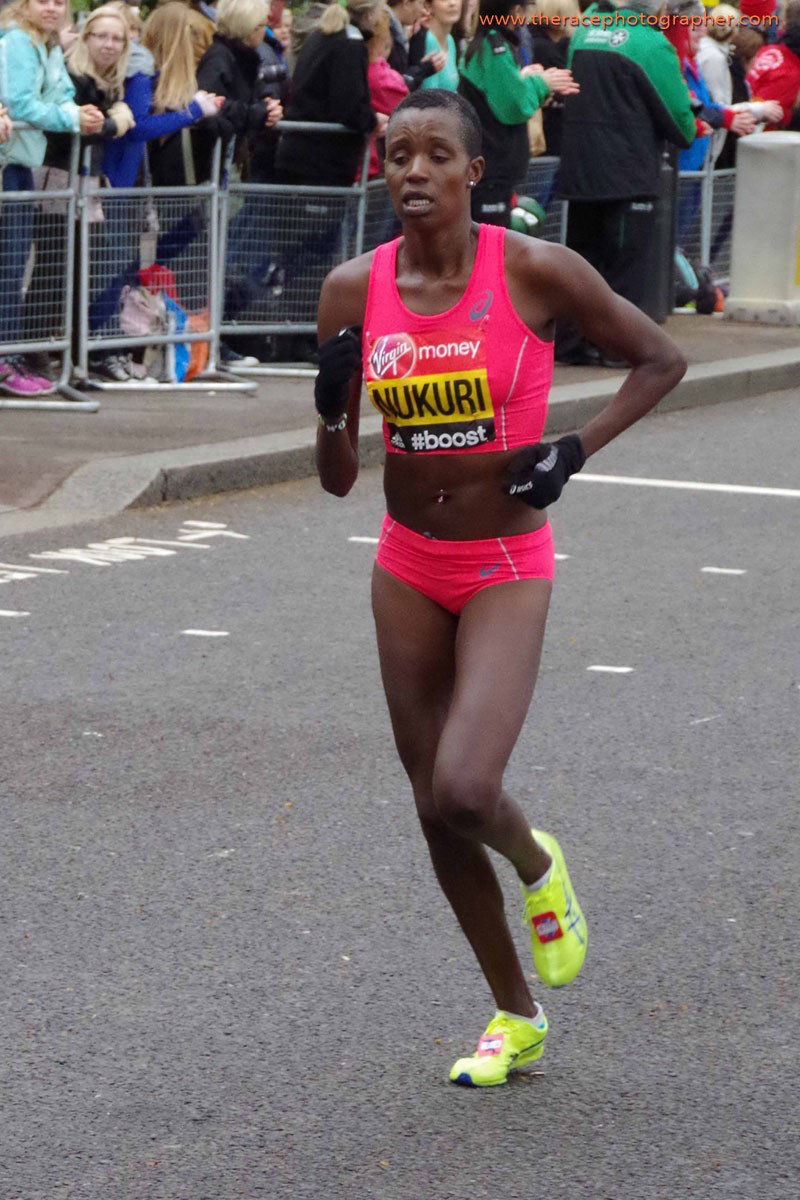
Diane Nukuri – Rang dreizehn und neuer Landesrekord für Burundi
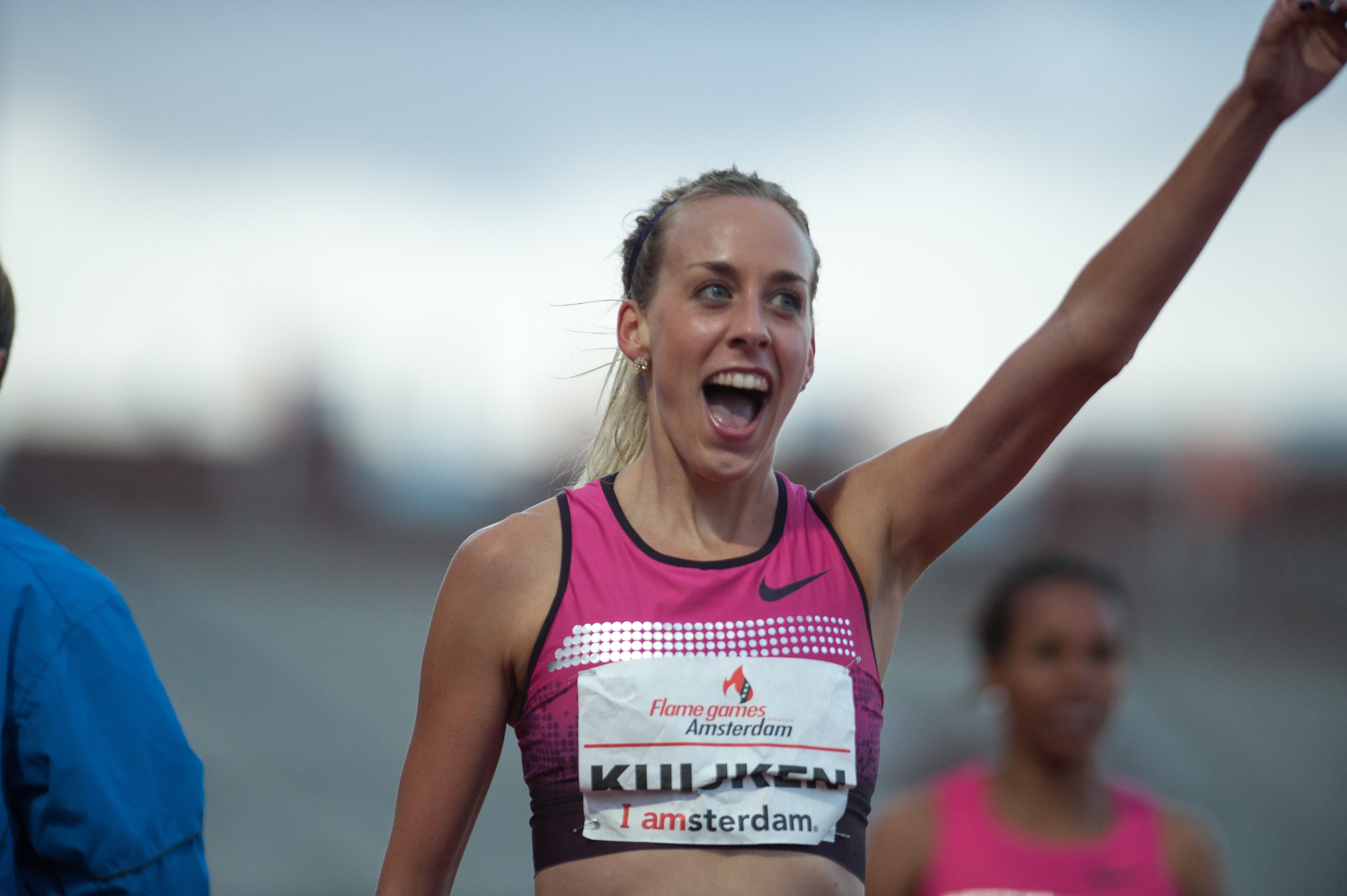
Susan Kuijken – Rang vierzehn
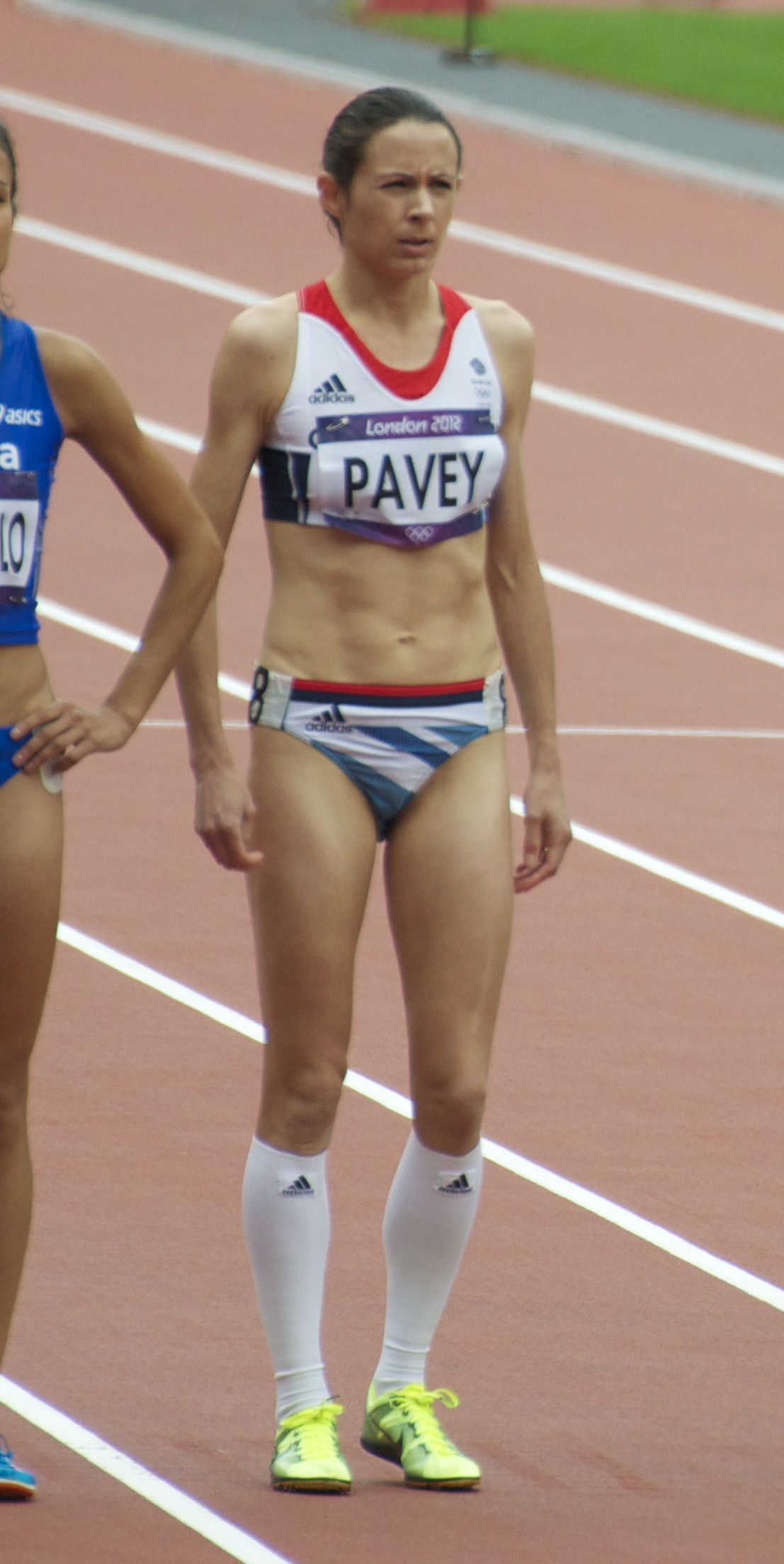
Rang fünfzehn für Joanne Pavey
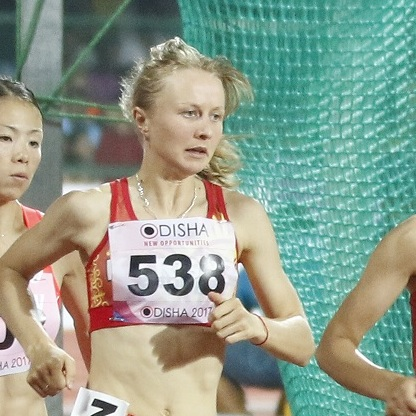
Darja Maslowa – mit kirgisischem Landesrekord auf Platz neunzehn
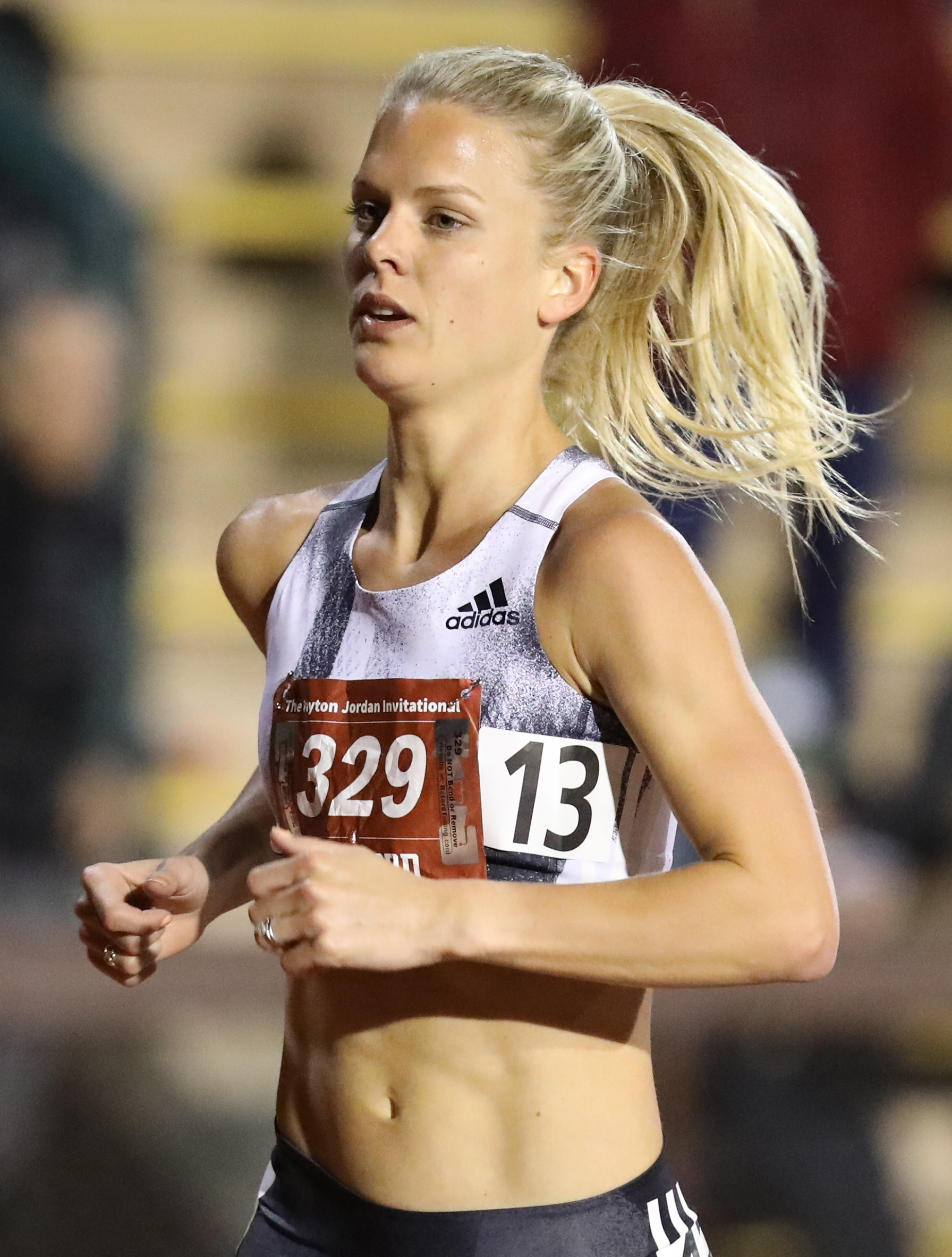
Dominique Scott – Rang 21
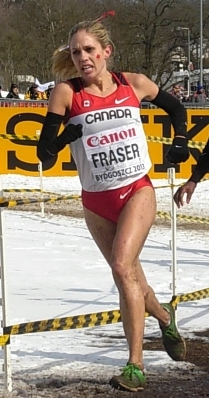
Natasha Wodak – Rang 22
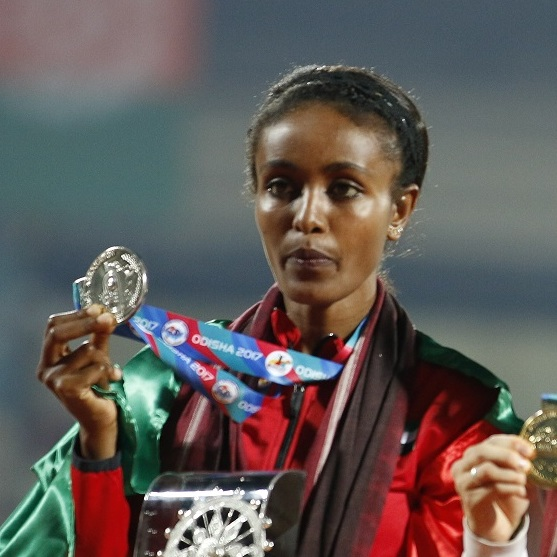
Alia Saeed Mohammed – Rang 23
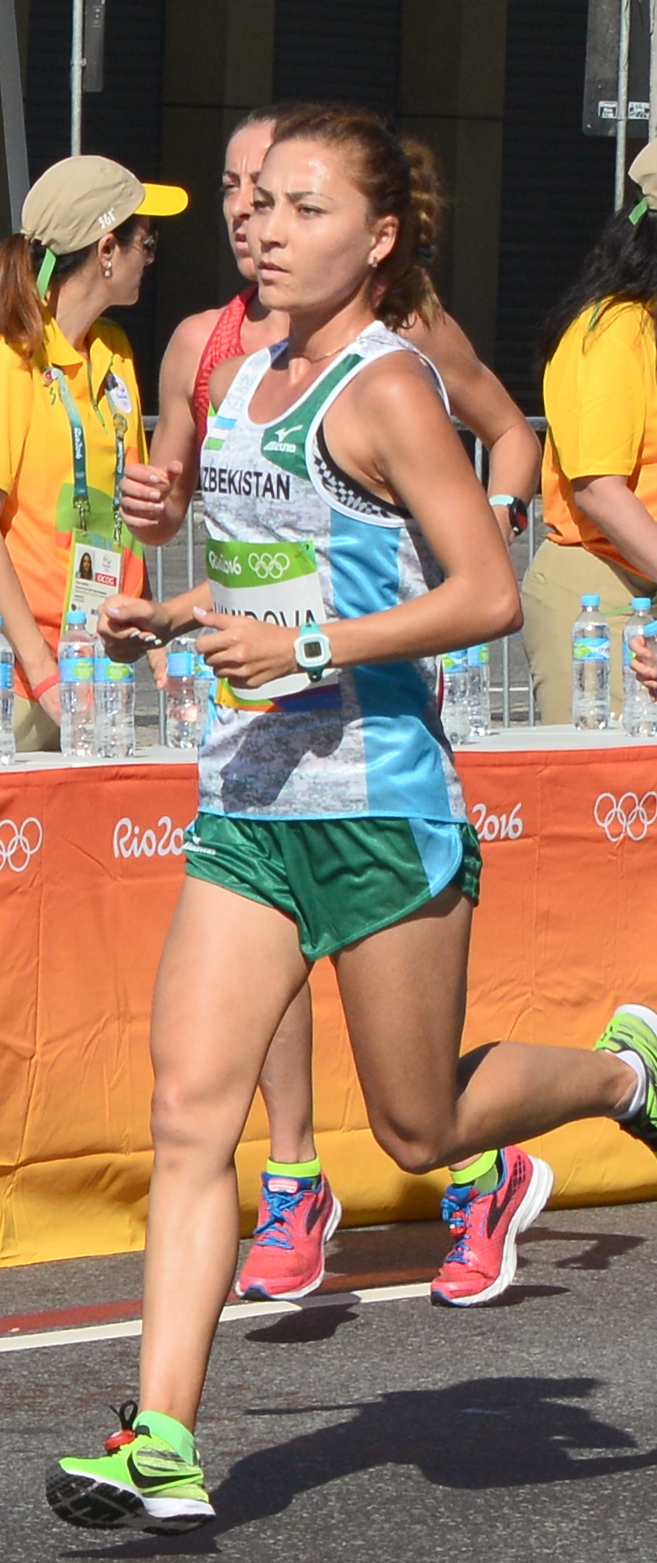
Usbekischer Landesrekord und Rang 24 für Sitora Hamidova
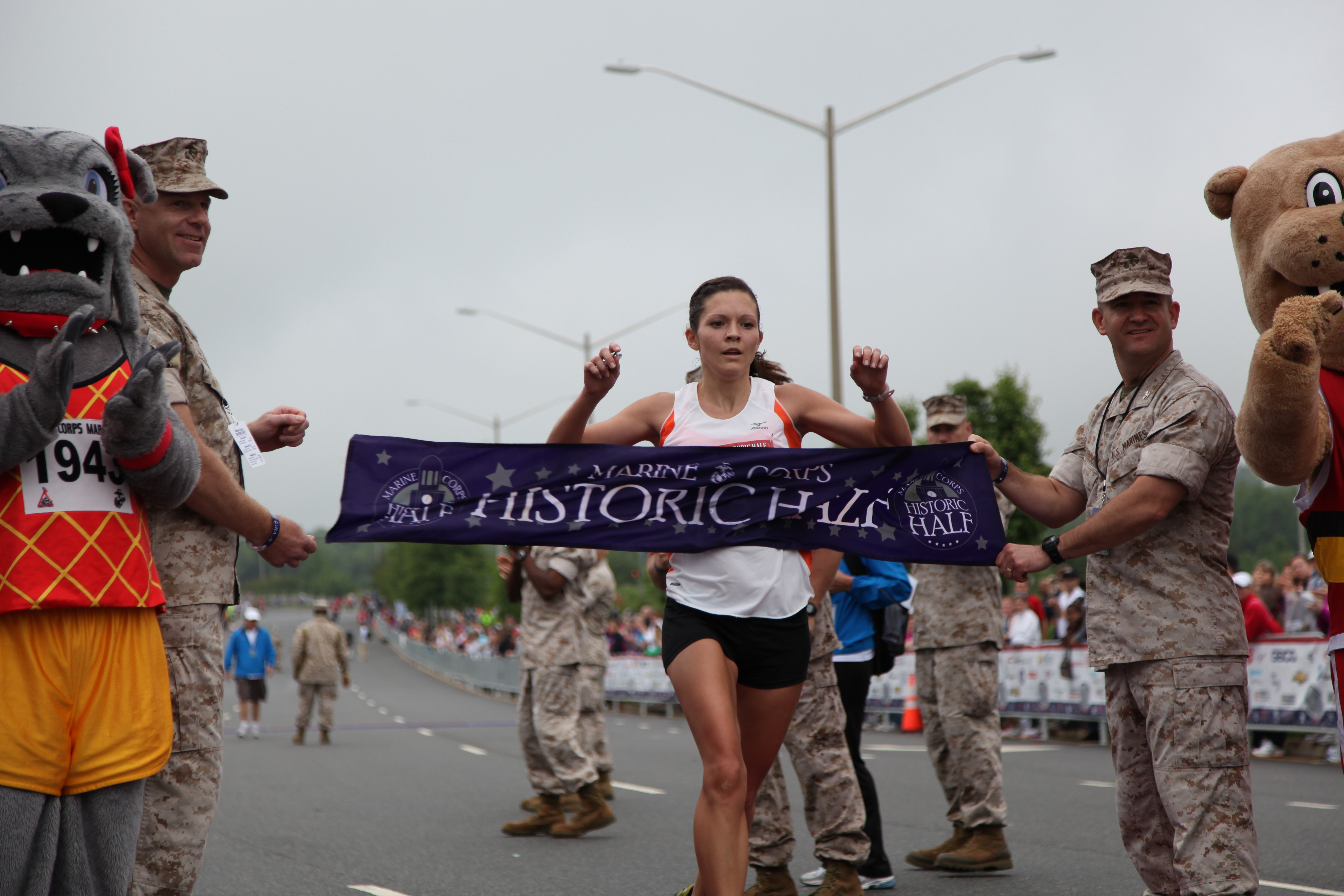
Lanni Marchant – Rang 25
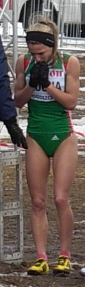
Carla Salomé Rocha – Rang 26
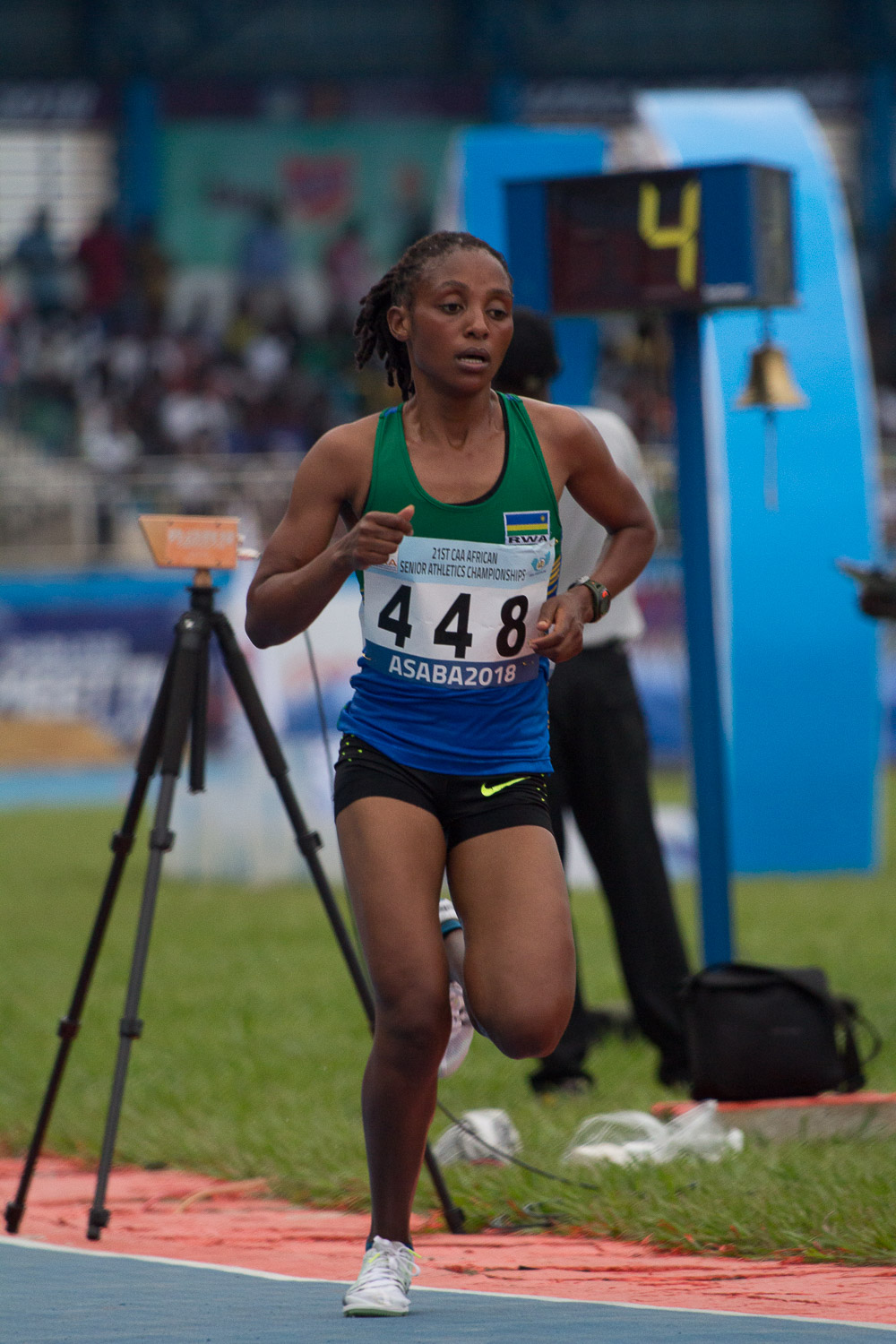
Salome Nyirarukundo – Rang 27
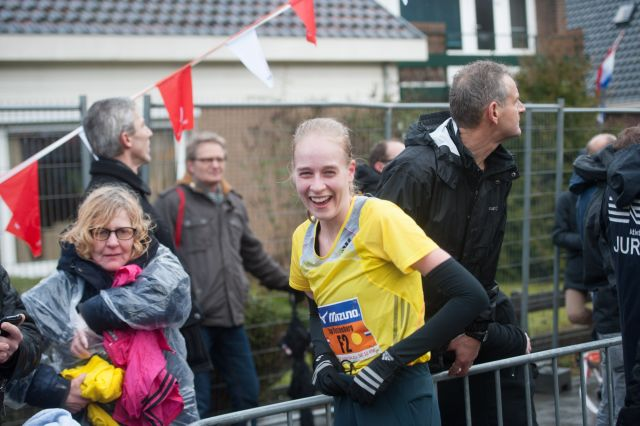
Jip Vastenburg – Rang 28
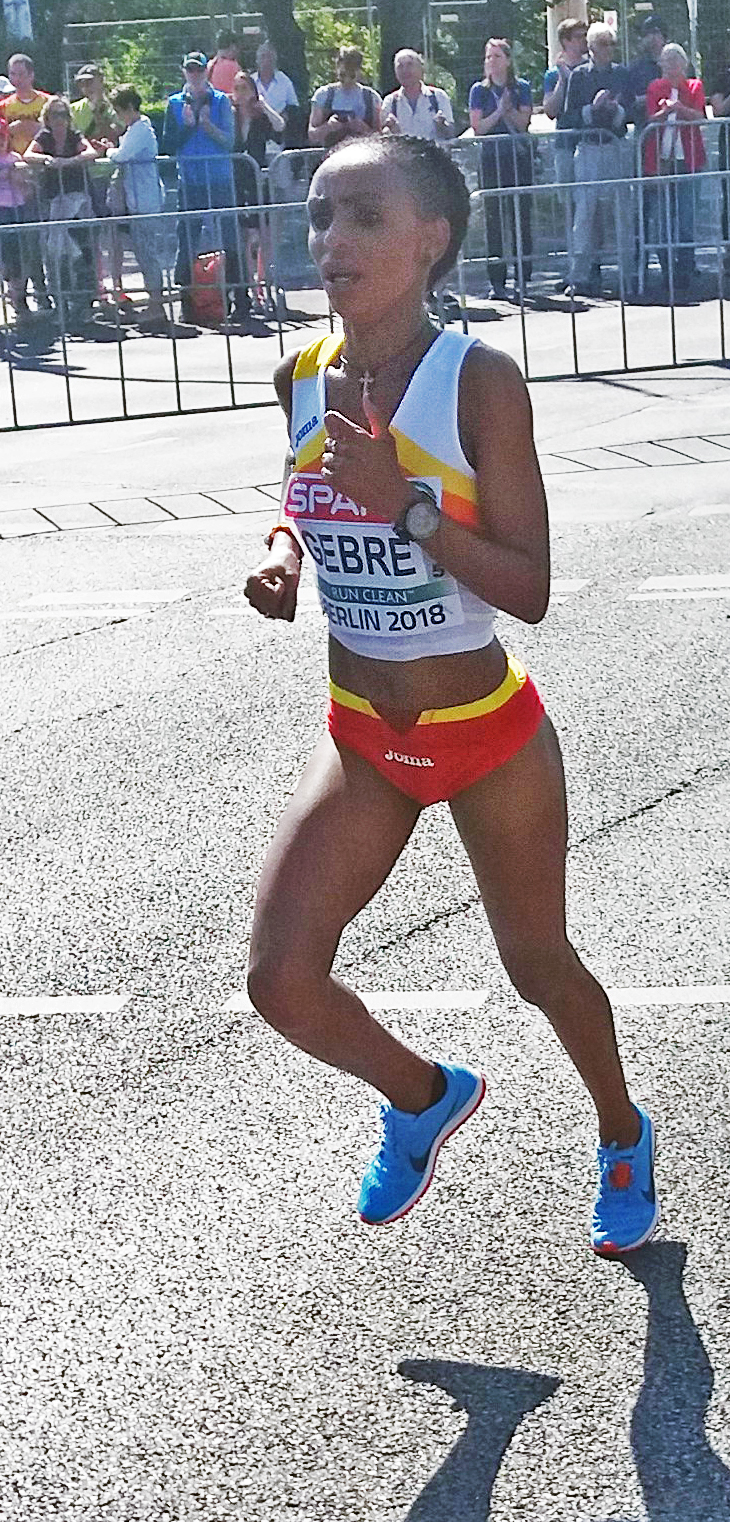
Trihas Gebre – Rang 29
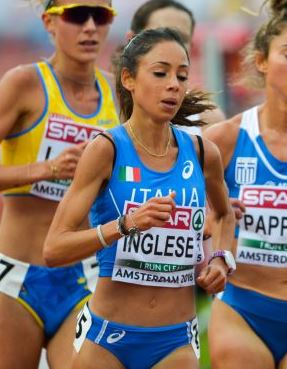
Veronica Inglese – Rang dreißig
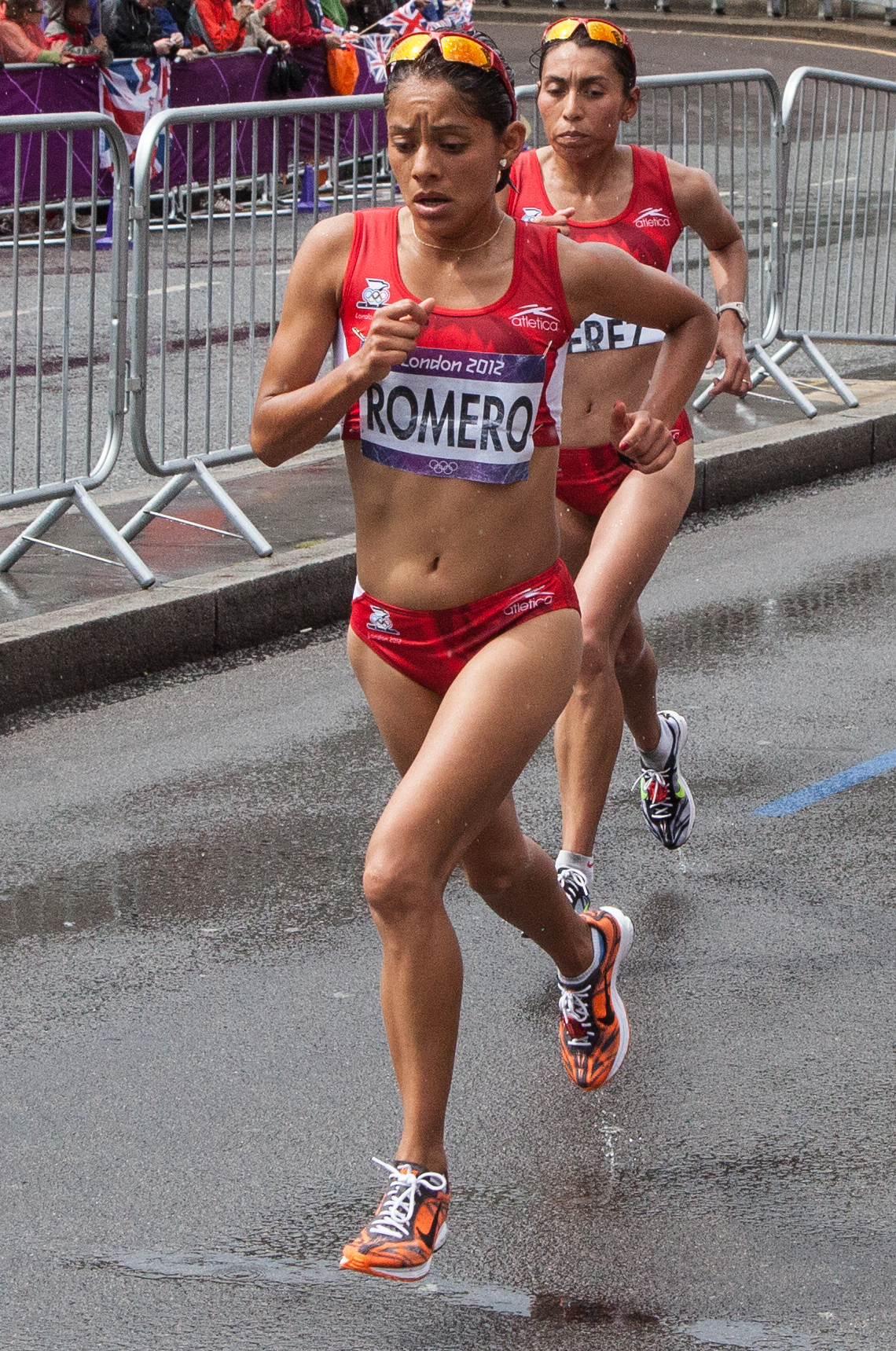
Marisol Romero – Rang 32
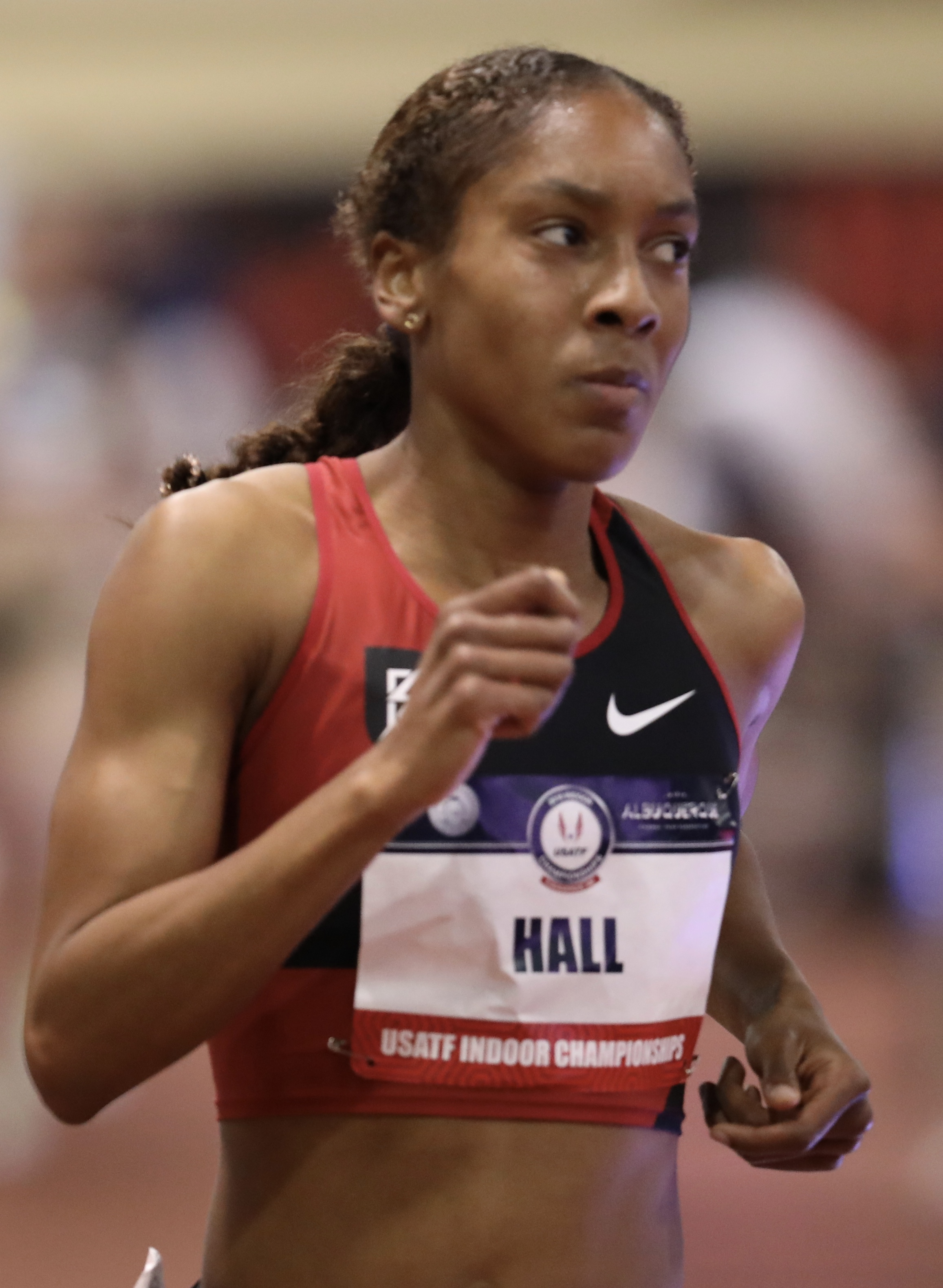
Marielle Hall – Rang 33
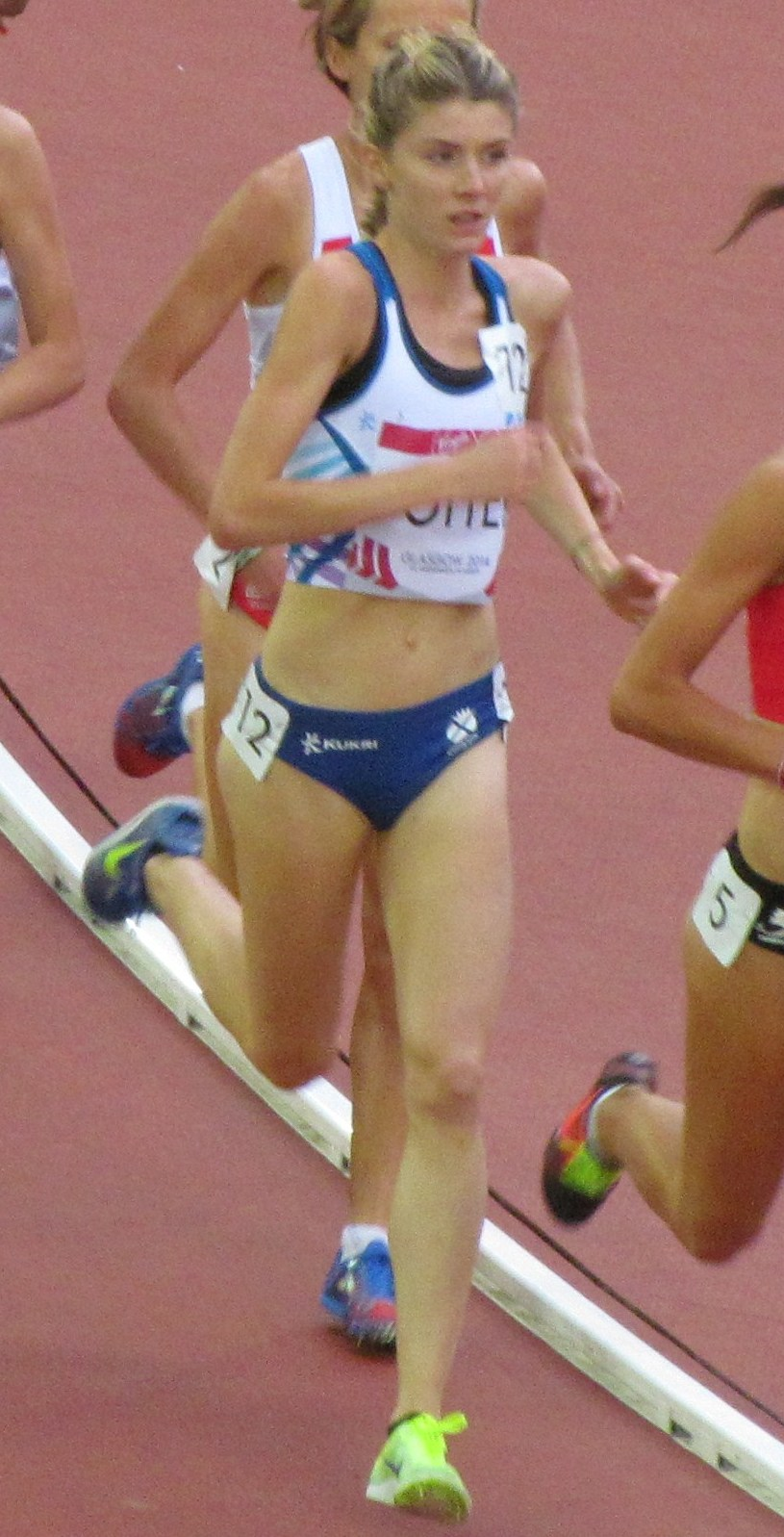
Beth Potter – Rang 34
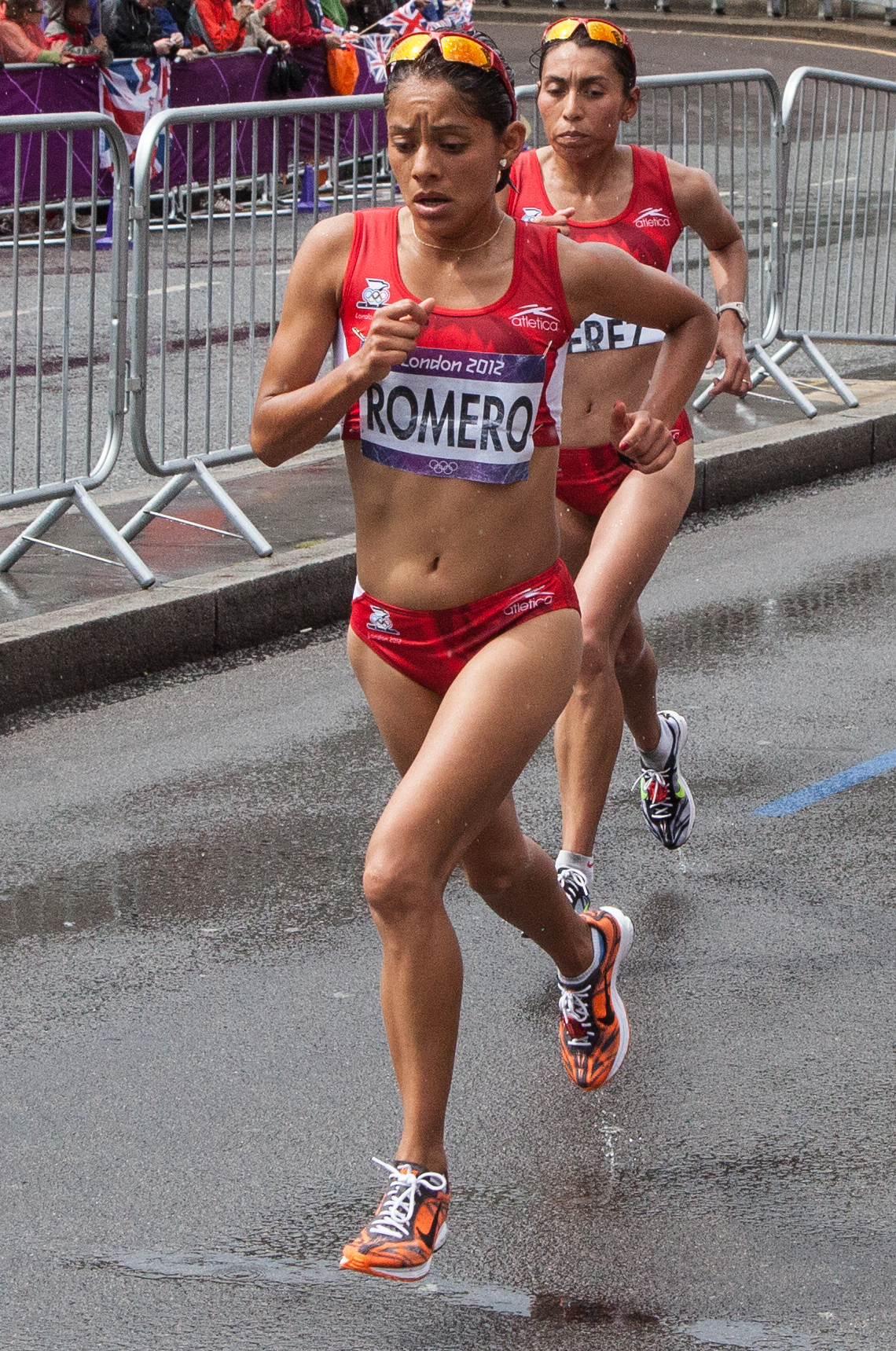
Marisol Romero – Rang 35
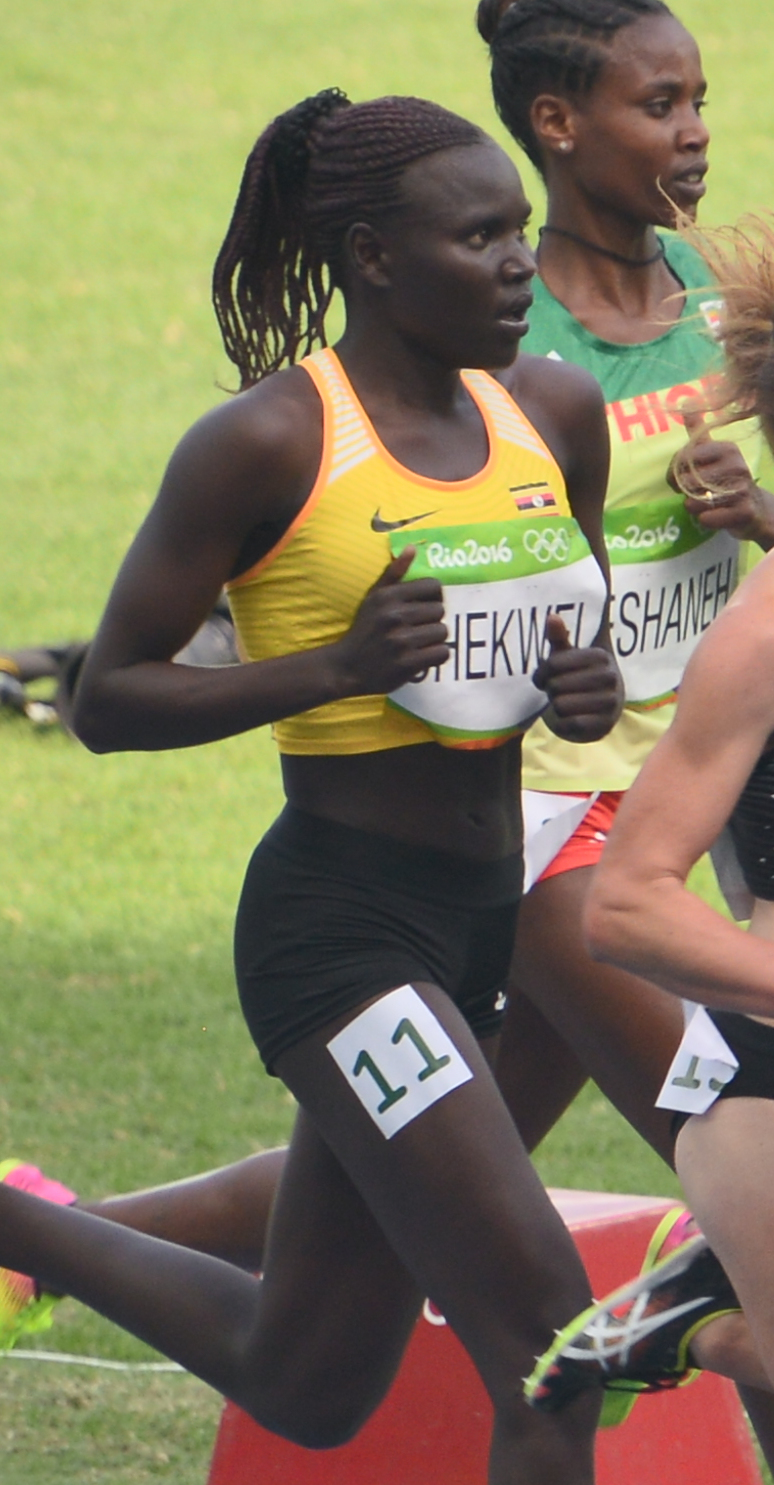
Juliet Chekwel (gelbes Trikot) – Rennen nicht beendet

## Videolinks
- Women's 10,000m Final - RECAP - Rio Replays, Throwback Thursday, youtube.com, abgerufen am 8. Mai 2022
- Almaz Ayana obliterates the 10000m World Record and clinches a gold medal, youtube.com, abgerufen am 8. Mai 2022